# Конецкий, Иван Иванович
Иван Иванович Конецкий (около 1839 — 9 (21) декабря 1889) — российский купец первой гильдии.

## Биография
Родом из Тихвина. Получил домашнее образование.
В купцах числился с 1872 года. До 1880 года — купец второй гильдии, затем купец первой гильдии. Основал товарищество пароходства и судоходства «И. И. Конецкий» в Санкт-Петербурге.
В 1872 году унаследовал компанию «Невское баржное пароходство» своего брата Григория.  Суда товарищества ходили по Волге с притоками, Мариинской и Тихвинской системам, а буксирные пароходы — по Неве, Шексне и Каме с притоками.
Похоронен на Тихвинском кладбище Александро-Невской лавры.

### Семья
Мать — Евдокия Дмитриевна (1803—после 1884).
Брат — Дмитрий Иванович Конецкий (1830—1908). Его жена — Мария Павловна, урожд. Базунова (1859—1933).
Племянницы: 
- Матрона (Матильда) Дмитриевна Конецкая (1876—1942, Ленинград). Балерина,  В 1893 году окончила училище и была принята в Мариинский театр. В 1913-1914 гг. выступала в Париже в труппе С.Дягилева. С началом Первой мировой войны в 1914 году вернулась в Россию, работала сестрой милосердия. Затем преподавала в балетной школе Волынского (Школа русского балета, организованная Акимом Волынским). Умерла в блокадном Ленинграде от истощения[5].
- Ольга Дмитриевна Конецкая (1878—1969)[6]. Ее муж — Сергей Петрович Васильев (1868—1937), офицер, полковник. Репрессирован[7]. После его ареста жена также была арестована, осуждена на 10 лет ИТЛ[8]. Вернулась в Ленинград в 1947 году. Их старшая дочь, Кира Сергеевна Ушакова (1901—1939), выпускница консерватории, была арестована, в тюрьме ослепла и сошла с ума. Умерла в саратовской тюремной больнице[6][9]. Младшая дочь — Тамара Сергеевна Васильева (1904—1997)[10].
- Зинаида Дмитриевна Конецкая, в замуж. Грибель (1880—1942), актриса. Умерла от голода в блокадном Ленинграде[11]. Ее муж, Виктор Федорович Грибель, был репрессирован[12][13]. Сын — Игорь Викторович Грибель (1914—1942) погиб на фронте.
- Любовь Дмитриевна Конецкая, в замуж. Штейнберг (1893—1971), в молодости — артистка миманса Мариинского театра оперы и балета. Ее сыновья: писатели Олег Викторович Базунов (1927— 1992) и Виктор Конецкий.

Брат — Григорий Иванович Конецкий (1831—1872). 
- Племянник — Иван Григорьевич Конецкий (ок.1866—1934, Франция)[14], попал в список деловой элиты России 1914 года[15] — был старостой Петербургской купеческой управы (1896–1906), товарищем председателя попечительского совета Петровского училища Петербургского купеческого общества, членом правления Петербургского Общества взаимного кредита (в 1913), председателем правления Петроградского общества взаимного кредита (с 1913), директором правления Русского общества для изготовления снарядов и военных припасов (с 1916), членом ревизионной комиссии Русского Торгово-Промышленного банка[3].  В начале XX века товарищество судоходства и пароходства Конецких владело 14 пассажирскими и буксирными (колесными и винтовыми) пароходами, 220 баржами, пристанями, доками в Санкт-Петербурге, Нижнем Новгороде и Рыбинске.  В 1914 году флот товарищества включал свыше 40 пароходов (колесных и винтовых) и 250 барж.

Жена — Ираида (Ироида) Матвеевна Конецкая (урожд. Ланская; 1848–1905), бывшая по воспоминаниям современников, как и супруг, очень религиозной, руководила семейным делом после смерти мужа.
Сыновья: 
- Григорий (1869—1941), репрессирован[16]
- Иван (1873—?). В 1920 году эвакуировался из Одессы в Константинополь. Жена — Наталья Фёдоровна Алфёрова, дочь купца 1-й гильдии, предпринимателя Федора Александровича Алферова (1840—1918?), гласного Санкт-Петербургской Думы. Эмигрировала в КСХС. Их дети: Адриан (1901—после 1933), в эмиграции во Франции, Вероника (1903), Ростислав (1907), Федор (1907), Евгения (1909—1996)[3].
- Сергей (1876—?)
- Евгений (1878—?)
- Леонид (1882—?).

Дочери:
- Александра (1870—?), замужем за генералом Николаем Дмитриевичем Бутовским, три сына и дочь[17].
- Таисия (1871—после 1907), замужем за Владимиром Модестовичем Ратьковым‑Рожновым (1859—1915), племянником В. А. Ратькова-Рожнова и Н. А. Ратькова-Рожнова. Два сына — Матвей и Владимир[18]. Во втором браке замужем за Николаем Андреевичем Дурдиным (1869—1916), представителем известной купеческой династии, сыном А. И. Дурдина.
- Юлия (1875—1946, похоронена на Донском кладбище), замужем за инженером Михаилом Осиповичем Эйзенштейном, их сын — Сергей Михайлович Эйзенштейн, советский кинорежиссёр[2].
- Ираида (1880—?), в замуж. Петерсон.